# Ottorino Respighi
Ottorino Respighi (Bolonia, 9 de julio de 1879 - Roma, 18 de abril de 1936) fue un compositor, director de orquesta y musicólogo italiano.

## Vida

### Infancia y formación
Ottorino Respighi nació el 9 de julio de 1879 en un apartamento dentro del Palazzo Fantuzzi en Via Guido Reni en Bolonia, en una familia musical. Su padre, un profesor de piano local, alentó las inclinaciones musicales de su hijo y le enseñó piano y violín básicos a una edad temprana. Sin embargo, al poco tiempo de comenzar sus lecciones de violín, Respighi las abandonó repentinamente después de que su maestro le golpeara en la mano con una regla por haber interpretado incorrectamente un pasaje. Volvió a iniciar el aprendizaje varias semanas después con un maestro más paciente. Su estudio del piano también empezó como un prematuro fracaso, pero más tarde su padre se encontró con la sorpresa de llegar a casa un día y encontrar a su hijo interpretando los Estudios sinfónicos de Robert Schumann en el piano familiar, revelando que los había aprendido solo en secreto. Respighi estudió violín y viola con Federico Sarti en el Liceo Musicale (ahora el Conservatorio Giovanni Battista Martini) en Bolonia, composición con Giuseppe Martucci y estudios históricos con Luigi Torchi, un estudioso de la música antigua. Respighi aprobó sus exámenes y recibió un diploma en violín en 1899. Para cuando sus estudios terminaron, había adquirido una gran colección de libros, la mayoría de los cuales eran atlas y diccionarios debido a su interés por los idiomas.
En 1900, Respighi aceptó el papel de violinista principal en la orquesta del Teatro Imperial Ruso en San Petersburgo, Rusia, durante su temporada de ópera italiana. Encontró una gran influencia como compositor de ópera durante este tiempo, y fue allí cuando conoció al compositor ruso Nikolái Rimski-Kórsakov, cuyas orquestaciones admiraba mucho. Respighi estudió orquestación con el compositor durante cinco meses. Respighi regresó a Bolonia para continuar sus estudios de composición, lo que le valió un segundo diploma. Hasta 1908, fue el primer violinista en el Mugellini Quintet, un quinteto de gira fundado por el compositor Bruno Mugellini. Después de su partida del grupo, Respighi se mudó a Roma. Luego pasó algún tiempo actuando en Alemania antes de regresar a Italia y volcar su atención principalmente a la composición. Aunque muchas fuentes indican algunos estudios breves con Max Bruch durante su estancia en Alemania, la esposa de Respighi afirmó luego que ese no era el caso.

## Carrera musical
En 1909, se estrenó la segunda ópera Semirama de Respighi, que fue un éxito considerable. Sin embargo, se durmió durante el banquete posterior debido al agotamiento al escribir las partituras orquestales y sus inconsistentes patrones de sueño, que pueden deberse a la narcolepsia.
En 1913, Respighi fue nombrado profesor de composición en el Conservatorio di Santa Cecilia en Roma y ocupó el cargo por el resto de su vida. En 1917, su fama internacional se elevó después de múltiples interpretaciones del primero de sus poemas orquestales, Fuentes de Roma. Los poemas orquestales posteriores incluyen Pini di Roma (1924), el Trittico Botticelliano (1927, en tres movimientos, Primavera, Adoración de los Magos, y Nacimiento de Venus, a partir de las obras maestras de Botticelli), Vetrate di Chiesa (1927), y las Impresioni Brasiliane (Impresiones brasileñas, 1928). Otras obras orquestales notables incluyen la Sinfonía Drammática (1914), en tres movimientos, y la Metamorphoseon Modi XII (variaciones en los doce modos musicales, 1930).
En 1919, se casó con la compositora y cantante Elsa Olivieri-Sangiacomo que era catorce años menor que él y había sido su alumna de composición. 
De 1923 a 1926, Respighi fue el director del Conservatorio di Santa Cecilia. En 1925, colaboró con Sebastiano Arturo Luciani en un libro de texto elemental titulado Orfeo. Fue elegido para la Real Academia de Italia en 1932.
En diciembre de 1925, Respighi llegó a Nueva York para sus primeras actuaciones en los Estados Unidos. Su primera actuación pública fue la interpretación de la parte solista para el estreno de su concierto para piano, Concerto in the Mixolydian Mode (1925), en el Carnegie Hall el 31 de diciembre. El concierto fue un éxito.
Obras maduras de concierto de Respighi, el Concierto Gregoriano para violín y orquesta (1921), el Concierto en Modo Misolidio para piano y orquesta (1925), el Poema Autunnale para violín y orquesta (poema otoñal, 1925), una Toccata para Piano y Orquesta (1928), y el Concierto a Cinque para Oboe, Trompeta, Violín, Bajo, Piano y Cuerdas (1933) se estrenaron todos poco después de la finalización, y fueron acogidos de diversas maneras. El Concierto Gregoriano y el Concierto en Modo Misolidio han demostrado ser los más perduradamente populares.
Las obras maestras de Respighi en música de cámara incluyen la Sonata en si menor (1917) para violín y piano, que se interpreta y registra con frecuencia, y el Cuarteto de cuerda (1923), un cuarteto de cuerdas escrito en el modo dórico.
Aunque Respighi fue uno de los principales miembros de la Generazione dell'Ottanta (Generación de la década de 1880), junto con Alfredo Casella, Gian Francesco Malipiero e Ildebrando Pizzetti, conocidos principalmente como compositores de música instrumental y orquestal, compuso con frecuencia para las fuerzas vocales y completó nueve óperas cuya composición abarcó toda su carrera. Los trabajos notables para voz y piano incluyen una serie de canciones (Storia Breve (1904), Luce (1906), Nebbie (1906), Nevicata (1906) y textos de Ada Negri), Deità Silvane (1917), versión de voz y orquesta 1926 ), y tres Cantatas que utilizan textos de Percy Bysshe Shelley, Aretusa (1911), Il Tramonto (La puesta del sol) (1914) y La Sensitiva (1914). La Lauda per la Natività del Signore (1928-30) y Il Tramonto se interpretan con relativa frecuencia. 
Las óperas de Respighi se dividen ampliamente en dos grupos: las óperas dramáticas Semirama (1910), Marie Victoire (1912-14), La Campana Sommersa (1923-27), Maria Egiziaca (1928), La Fiamma (1931-34) y Lucrezia (completada por Elsa Respighi, 1936), y las obras más ligeras, Re Enzo (1905), Belfagor (1919-22), La Bella Dormente nel Bosco (La bella durmiente, 1916/1933). Las óperas de Respighi después de Marie Victoire tienen libreto de su colaborador cercano, Claudio Guastalla. Aunque La Fiamma es la ópera más representada de Respighi, La Campana Sommersa y Maria Egiziaca son sus obras maestras operísticas, escritas cuando estaba en el apogeo de sus poderes creativos, y tanto Respighi como su esposa Elsa consideraban que La Campana Sommersa era su mejor obra.
Aparte de pastiches y arreglos como La boutique fantasque (1918, sobre temas de Rossini), Respighi completó solo dos ballets, Ballata delle Gnomidi (Batalla de Gnomos, 1920) y Belkis, Regina di Saba (1932), también con un libreto de Guastalla.
Una visita a Brasil resultó en la composición Impressioni Brasiliane (Impresiones Brasileñas). Tenía la intención de escribir una secuencia de cinco piezas, pero en 1928 solo había completado tres y decidió presentar lo que tenía. Su primera interpretación fue en 1928 en Río de Janeiro. La primera pieza, "Tropical Night", es un nocturno con fragmentos de ritmos de baile sugeridos por texturas sensuales. La segunda pieza es una imagen siniestra de un instituto de investigación de serpientes, Instituto Butantan, que Respighi visitó en São Paulo, con toques de canto de los pájaros (como en Pinos de Roma). El movimiento final es una danza brasileña vigorosa y colorida.
En el barco de vuelta a casa desde Brasil, Respighi se encontró por casualidad con el físico italiano Enrico Fermi. Durante su larga conversación, Fermi intentó que Respighi explicara la música en términos de física, algo que Respighi no pudo hacer. Siguieron siendo amigos cercanos hasta la muerte de Respighi en 1936.
En 1928, Respighi completó su tercer poema orquestal romano, Feste romane, en nueve días. La pieza se estrenó en 1929 en el Carnegie Hall de Nueva York con Arturo Toscanini dirigiendo la Orquesta Filarmónica de Nueva York en 1929. Toscanini la grabó dos veces para RCA Victor, primero con la Orquesta de Filadelfia en 1942 y luego con la Orquesta Sinfónica de la NBC en 1949. La música de Respighi tuvo un éxito considerable en los Estados Unidos; su Toccata para piano y orquesta fue estrenada, con Respighi como solista, bajo Willem Mengelberg con la Orquesta Filarmónica de Nueva York en el Carnegie Hall en noviembre de 1928, y su Metamorphoseon fue una comisión para el quincuagésimo aniversario de la Orquesta Sinfónica de Boston.

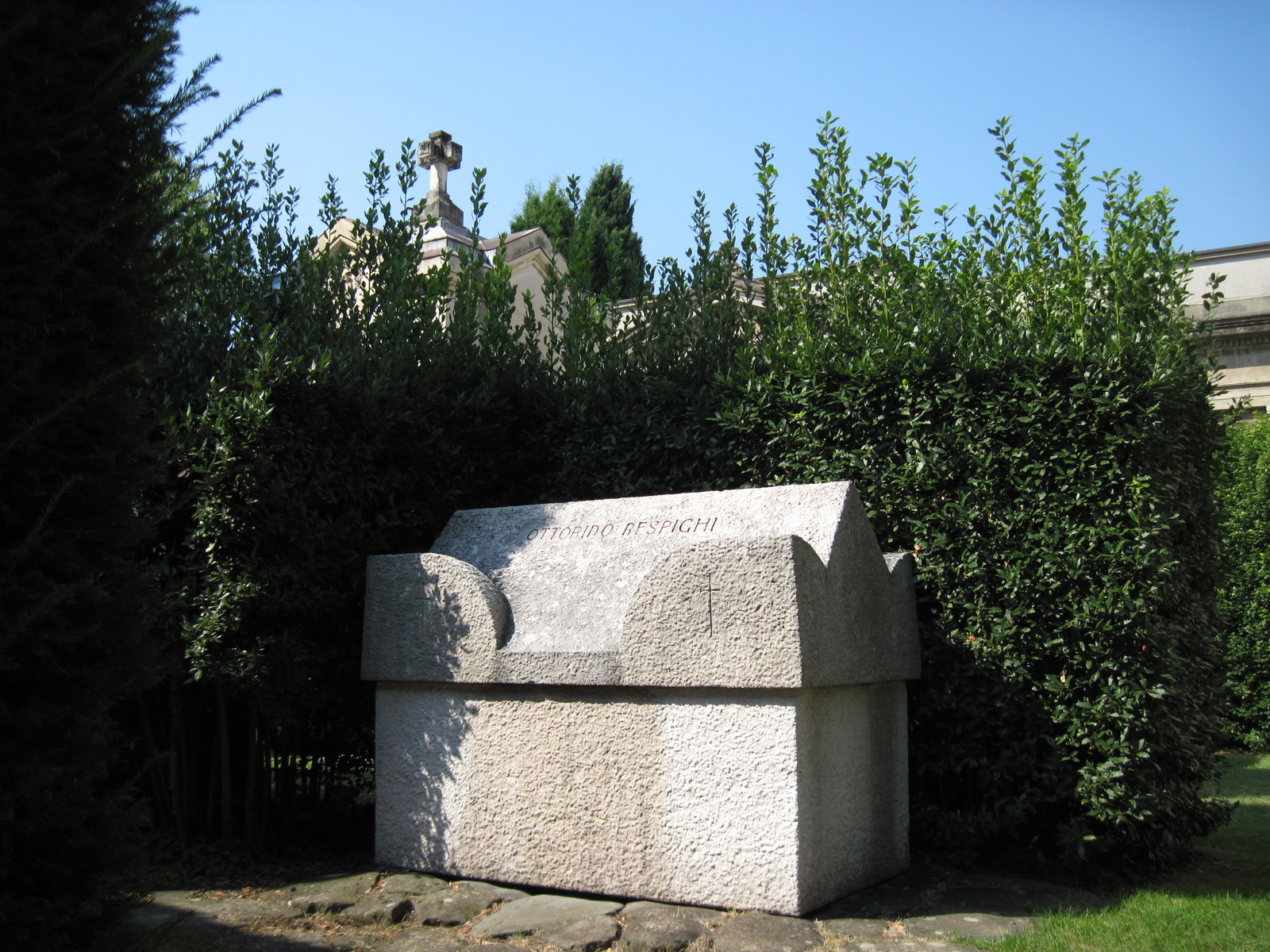
Tumba de Respighi en Certosa di Bologna, Italia

Apolítico por naturaleza, Respighi intentó llevar una trayectoria neutral una vez que Benito Mussolini llegó al poder en 1922. Su fama internacional establecida le permitió cierto nivel de libertad, pero al mismo tiempo alentó al régimen a explotar su música con fines políticos. Respighi avaló a críticos más abiertos como Toscanini, lo que les permitió continuar trabajando bajo el régimen.
Respighi fue un estudioso entusiasta de la música italiana de los siglos XVI, XVII y XVIII. Publicó ediciones de la música de Claudio Monteverdi y Antonio Vivaldi, y de Didone de Benedetto Marcello. Su trabajo en esta área influyó en sus composiciones posteriores y dio lugar a una serie de obras basadas en la música antigua, especialmente sus tres suites de Aires Antiguos y Danzas y la suite Gli uccelli (Los pájaros). En sus obras neoclásicas, Respighi generalmente se mantuvo alejado del lenguaje musical de la época clásica, y prefirió combinar estilos melódicos pre-clásicos y formas musicales con armonías y texturas románticas típicas de finales del siglo XIX d. C..
Continuó componiendo y actuando hasta enero de 1936, después de lo cual enfermó del corazón. Murió de endocarditis el 18 de abril de ese año, a la edad de 56 años. Un año después de su entierro, sus restos fueron trasladados a su lugar de nacimiento, Bolonia, y reintroducidos a expensas de la ciudad en la Certosa di Bologna.

## Principales obras

### Ópera
- Rè Enzo (1905)
- Semirama (1910)
- La bella addormentata nel bosco (1922)
- Belfagor (1923)
- La campana sommersa (1927)
- Maria Egiziaca («misterio» musical en un acto) (1932)
- La Fiamma (La Flama) (1934)
- Lucrezia (1937)

### Ballet
- La Boutique fantasque (1918), sobre temas de Rossini.
- Sèvres de la vieille France (1920), transcripción de música francesa de los siglos XVII y XVIII
- La Pentola magica (1920), basada en temas populares rusos
- Scherzo Veneziano (Le astuzie di Columbina) (1920)
- Belkis, Regina di Saba (1922)

### Música sinfónica
- Preludio, corale e fuga (1901)
- Aria per archi (1901)[5]
- Leggenda para violín y orquesta P 36 (1902)[6]
- Piano Concerto in A minor (1902)
- Suite per archi (1902)
- Humoreske para violín y orquesta P 45 (1903)
- Concerto in la maggiore, para violín y orquesta (1903), completada por Salvatore Di Vittorio (2009)
- Fantasia Slava (1903)
- Suite in E major (Sinfonia) (1903)
- Serenata per piccola orchestra (1904)
- Suite in Sol Maggiore (1905), para órgano y cuerda
- Ouverture Burlesca (1906)
- Concerto all'antica para violín y orquesta (1908)
- Ouverture Carnevalesca (1913)
- Tre Liriche (1913), para mezzosoprano y orquesta  (Notte, Nebbie, Pioggia)
- Sinfonia Drammatica (1914)
- Fontane di Roma (1916)
- Ancient Airs and Dances Suite No. 1 (1917), basada en piezas para laúd del Renacimiento de Simone Molinaro, Vincenzo Galilei (padre de Galileo Galilei), y otros.
- Ballata delle Gnomidi  (1920), basada en un poema de Claudio Clausetti
- Adagio con variazioni (1921), para violonchelo y orquesta
- Concerto Gregoriano para violín y orquesta (1921)
- Ancient Airs and Dances Suite No. 2 (1923), basada en piezas de Fabritio Caroso, Jean-Baptiste Besard, Bernardo Gianoncelli, Marin Mersenne y otros.
- Pini di Roma (1924)
- Concerto in modo misolidio (1925)
- Poema autunnale, para violín y orquesta (1925)
- Rossiniana (1925), transcripciones libres de la obra de Rossini, Quelques riens (de Péchés de vieillesse)
- Vetrate di chiesa (Vidrieras) (1926), basados en los Tre Preludi sopra melodie gregoriane para piano (1919)
- Trittico Botticelliano (1927), tres movimientos inspirados por las pinturas de Botticelli en los Uffizi de Florencia: La Primavera, L'Adorazione dei Magi, La nascita di Venere.
- Impressioni brasiliane (Impresiones brasileñas) (1928)
- Los pájaros (1928), basada en piezas barrocas imitando a los pájaros. Comprende Introduzione (Bernardo Pasquini), La Colomba (Jacques de Callot), La Gallina (Jean-Philippe Rameau), L'Usignolo (anónimo inglés del siglo XVII d. C.) Y Il Cucu (Pasquini)
- Toccata para piano y orquesta (1928)
- Feste romane (1928)
- Metamorphoseon (1930)
- Aires Antiguos y Danzas Suite n.º 3 (1932), basada en canciones para laúd de Besard, una pieza para guitarra barroca de Ludovico Roncalli, y piezas para laúd y otros.
- Concerto a cinque (1933), para oboe, trompeta, violín, bajo, piano y cuerda

### Música vocal / coral
- Nebbie (1906), voz y piano
- Stornellatrice (1906), voz y piano
- Cinque canti all'antica (1906), voz y piano
- Il Lamento di Arianna (1908), para mezzosoprano y orquesta
- Aretusa (texto de Shelley) (1911), cantata para mezzosoprano y orquesta
- Tre Liriche (1913), para mezzosoprano y orquesta (Notte, Nebbie, Pioggia)
- La Sensitiva (The Sensitive Plant, texto de Shelley) (1914), para mezzosoprano y orquesta
- Il Tramonto (The sunset, texto de Shelley) (1914), para mezzosoprano y cuerda
- Cinque liriche (1917), voz y piano
- Quattro liriche (Gabriele D'Annunzio) (1920), voz y piano
- La Primavera (Constant Zarian) (1922) poema lírico para solistas, coro y orquesta
- Deità silvane (textos de Antonio Rubino) (1925), ciclo de canciones para soprano y orquesta de cámara
- Lauda per la Natività del Signore (texto atribuido a Jacopone da Todi) (1930), cantata para solistas (soprano, mezzosoprano, tenor), coro mixto y conjunto de cámara

### Música de cámara
- String Quartet in D major in one movement
- String Quartet No. 1 in D major (1892–98)
- String Quartet No. 2 in B-flat major (1898)
- String Quartet in D major (1907)
- String Quartet in D minor (1909) "Ernst ist das Leben, heiter ist die Kunst"
- Quartetto Dorico (1924)
- Tre Preludi sopra melodie gregoriane, para piano (1921)
- Violin Sonata in D minor (1897)
- Violin Sonata in B minor (1917)
- Piano Sonata in F minor
- Variazioni, para guitarra
- Double Quartet in D minor (1901)
- Piano Quintet in F minor (1902)
- Six Pieces for Violin and Piano (1901–06)
- Quartet in D major for 4 Viols (1906)
- Huntingtower: Ballad for Band (1932)
- String Quintet for 2 Violins, 1 Viola & 2 Violoncellos in G minor (1901, incompleto)
- Notturno para piano (1904)[7]